# بيليغارد-سور-فالسيرين
بيليغارد-سور-فالسيرين (بالفرنسية: Bellegarde-sur-Valserine)‏ هي بلدية فرنسية تقع في إقليم الآن في فرنسا. رمز إنسي لها هو:1033. أما الرمز البريدي لها فهو: 1200. gdt ابقف لتتل بببلاب

## توأمة
لبيليغارد-سور-فالسيرين (آن) اتفاقيات توأمة مع كل من:
- بريتن
- سان كريستوف وادي أوستا